# شهرستان قبوستان
قبوستان (به لاتین:Qobustan) نام بخشی است در شرق جمهوری آذربایجان. این بخش ۱۳۶۹٫۴ کیلومتر مربع وسعت و جمعیتی بالغ بر ۳۷٬۱۳۷ نفر دارد.